# Erythronium mesochoreum
Erythronium mesochoreum là một loài thực vật có hoa trong họ Liliaceae. Loài này được Knerr miêu tả khoa học đầu tiên năm 1891.